# Formamide
Formamid là một dẫn xuất của axit formic. Nó là một chất lỏng trong suốt, có thể trộn với nước và có mùi giống như amonia. Nó là nguyên liệu hóa học để sản xuất thuốc sulfa, các sản phẩm dược khác, thuốc diệt cỏ, thuốc trừ sâu và sản xuất axít hydrocyanic. Nó từng được dùng làm chất mềm giấy và sợi. Đây là một loại dung môi hòa tan nhiều hợp chất ion. Nó cũng được dùng làm dung môi cho nhựa và chất dẻo hóa.
Formamid sẽ bắt đầu phản hủy từng phân thành cacbon monoxit và amonia ở 180 °C. Khi nung nhiệt cao, formamid phân hủy thành hydro cyanide (HCN) và hơi nước.

## Sản xuất
Trong quá khứ, axit formic từng được phản ứng với amonia để tạo ra amoni format, tiếp theo là tạo ra formamid bằng cách nung:
HCOOH + NH3 → HCOONH4
HCOONH4 → HCONH2 + H2O
Quá trình sản xuất công nghiệp hiện tại của formamid liên quan đến hoặc là phản ứng cacbon mônôxít và amonia:
CO + NH3 → HCONH2
hoặc quy trình hai bước quan trọng hơn liên quan đến aminolysis methyl format (tạo thành từ cacbon monoxit và methanol):
HCOOCH3 + NH3 → HCONH2 + CH3OH
với khả năng methanol tạo ra được tái sử dụng để tạo ra nhiều methyl format, bằng phản ứng với cacbon monoxit.
CO + CH3OH → HCOOCH3